# Евроазиатские языки
Евроазиатские языки — предполагаемая макросемья языков, которая включает в себя многие языковые семьи севера, запада и юга Евразии.
Существуют разные варианты евразийской макросемьи, но обычно в неё включают алтайскую, чукотско-камчатскую, эскимосо-алеутскую, индоевропейскую и уральскую семьи, а некоторые исследователи — и картвельскую, дравидскую семьи, а также нивхский и этрусский изоляты.
Иногда термин используется либо как синоним ностратической макросемье, либо как одна из подсемей ностратической семьи.

## Классификация

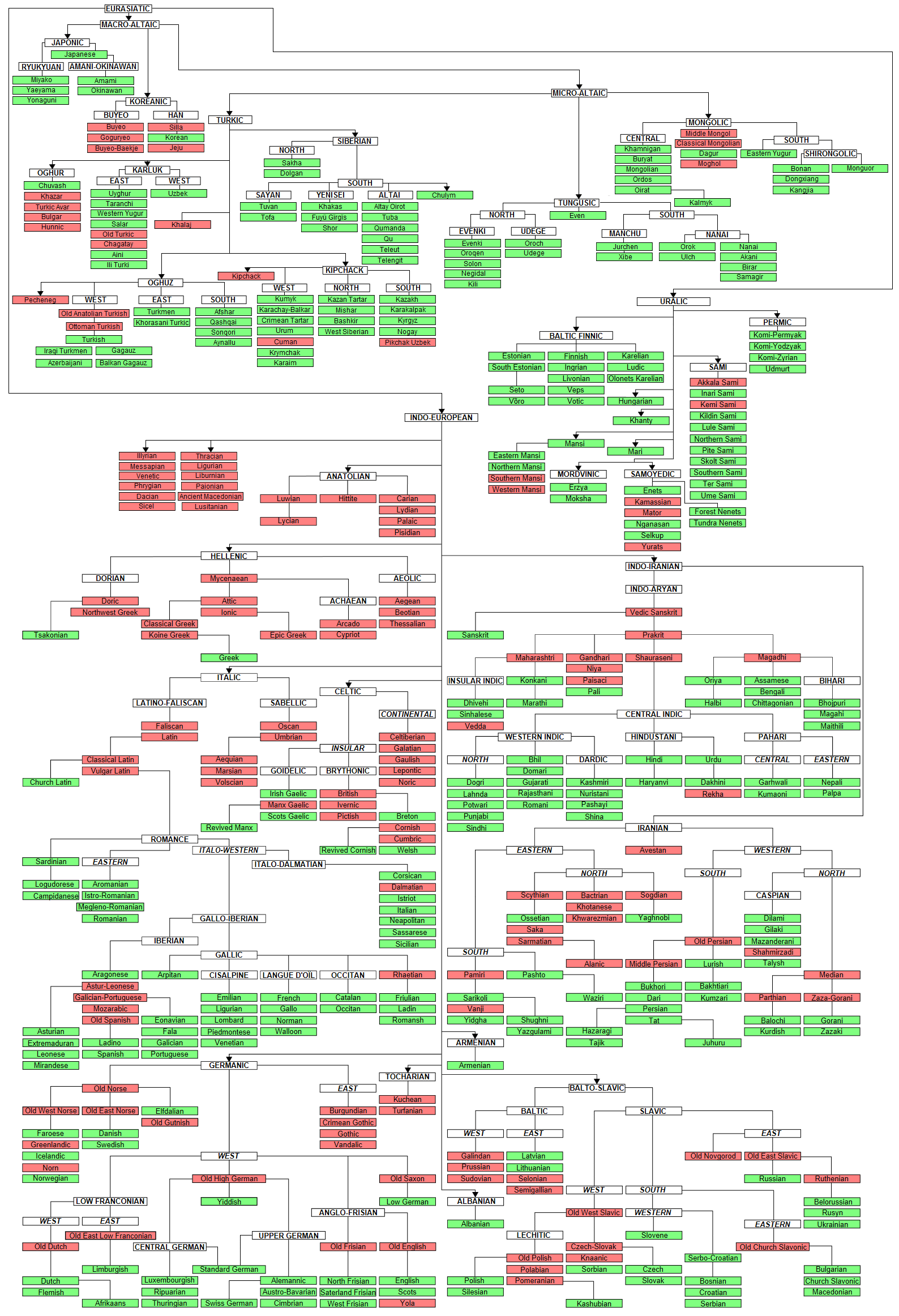
Классификация евроазиатских языков, включающая в себя индоевропейские, уральские, алтайские языки